# Йорі Верлінден
Йорі Верлінден (нід. Joeri Verlinden, 22 січня 1988) — нідерландський плавець.
Учасник Олімпійських Ігор 2012, 2016 років.
Призер Чемпіонату Європи з водних видів спорту 2010 року.
Чемпіон Європи з плавання на короткій воді 2017 року, призер 2010, 2012, 2019 років.